# 船田幸
船田 幸（ふなだ ゆき、1972年6月14日 - ）は、日本の元女優。東京都出身。本名同じ。

## 経歴・人物
都立高校在学中にワン・ステップ・ミュージックのオーディションに合格し、同事務所に所属となって芸能界入り。1989年放送のフジテレビ系ドラマ「愛しあってるかい!」でデビュー。その「愛しあってるかい!」に生徒役で出演したことで注目を集め、以降、多数のテレビドラマに出演し、『週刊プレイボーイ』や『スコラ』等でグラビアを披露するなど、多方面で活躍していたが、現在は芸能界から引退している。また、「CBSソニー最後のアイドル」として1990年にアイドル歌手としてのデビューも予定されていたが、直前に中止となった。
身長155cm。趣味は映画鑑賞。

## 出演

### テレビドラマ
- 水曜グランドロマン「リトルボーイ・リトルガール」（1989年8月2日、日本テレビ）
- 愛しあってるかい!（1989年、フジテレビ） - 諏訪恵 役
  - 愛しあってるかい! 卒業スペシャル（1990年4月4日、フジテレビ）
- 恋のパラダイス（1990年、フジテレビ） - 真奈美 役
- 東京ストーリーズ 第33回「二股をかけられた女たち!」（1990年7月9日、フジテレビ） - マキ 役
- すてきな片想い（1990年、フジテレビ） - 栗田知佳 役
- 映画みたいな恋したい「48時間」（1991年3月9日、テレビ東京）
- 101回目のプロポーズ（1991年、フジテレビ）
- ハイレグクィーンロマンス ピットに賭ける恋!（1991年9月23日、フジテレビ）
- 次男次女ひとりっ子物語（1991年、TBS） - 有賀真弓 役
- あなただけ見えない（1992年、フジテレビ） - 高橋真美 役
- 金曜エンタテイメント 「腕まくり看護婦物語 純情編」（1993年5月14日、フジテレビ） - 永田真紀 役
- 法医学教室の事件ファイル 第2シリーズ 第3話「可能性殺人の謎?! 女医の推理」（1993年7月15日、テレビ朝日）

### 映画
- 獅子王たちの最后（1993年、東映） - 田中奈美 役

### CM
- 明治乳業「明治ブリック」（1990年）
- P&G「パンテーン」（1993年）
- グリコ「プリッツ」

### ラジオ
- MISS BROADCAST（1992年4月 - 9月、NACK5）- 火曜パーソナリティ[1]